# Łozowe (obwód winnicki)
Łozowe (ukr. Лозове) – wieś na Ukrainie, w obwodzie winnickim, w rejonie czerniweckim, nad Łozową. W 2001 roku liczyła 681 mieszkańców.
Do 1946 roku miejscowość nosiła nazwę Ludwykiwka (ukr. Людвиківка).